# Episodi di WondLa (seconda stagione)
La seconda stagione della serie animata WondLa, composta da 7 episodi, è stata pubblicata il 25 aprile 2025 dal servizio di video on demand Apple TV+, in tutti i territori in cui il servizio è disponibile.
| nº | Titolo originale | Titolo italiano | Pubblicazione USA | Pubblicazione Italia |
| -- | ---------------- | --------------- | ----------------- | -------------------- |
| 1  | Home             | Casa            | 25 aprile 2025    | 25 aprile 2025       |
| 2  | Family           | Famiglia        | 25 aprile 2025    | 25 aprile 2025       |
| 3  | Discovery        | Scoperta        | 25 aprile 2025    | 25 aprile 2025       |
| 4  | Lesson           | Lezione         | 25 aprile 2025    | 25 aprile 2025       |
| 5  | Truth            | Verità          | 25 aprile 2025    | 25 aprile 2025       |
| 6  | Connection       | Legame          | 25 aprile 2025    | 25 aprile 2025       |
| 7  | Heart            | Cuore           | 25 aprile 2025    | 25 aprile 2025       |

## Casa
- Diretto da: Phillip Pignotti
- Scritto da: Mario Carvalhal, Christian Magalhaes e Bob Snow

## Famiglia
- Diretto da: Carlos Baena
- Scritto da: Che Grayson

## Scoperta
- Diretto da: Lawrence Gong
- Scritto da: James Strzelinski

## Lezione
- Diretto da: Philip Pignotti
- Scritto da: Mario Carvalhal

## Verità
- Diretto da: Rhea Dadoo
- Scritto da: Che Grayson

## Legame
- Diretto da: Lawrence Gong
- Scritto da: James Strzelinski

## Cuore
- Diretto da: Philip Pignotti
- Scritto da: Christian Magalhaes e Bob Snow